# Shanghai Gold Exchange
Die Shanghai Gold Exchange (SGE) ist die größte Warenbörse der Volksrepublik China für den Handel mit Edelmetallen (Gold, Silber und Platin). 

## Handelsstruktur
Die Shanghai Gold Exchange ist eine Non-Profit-Organisation, organisiert von der Chinesischen Volksbank und registriert bei der Staatlichen Verwaltung für Industrie und Handel (SAIC). Sie gehört zu den zehn größten Goldbörsen der Welt. Hier werden neben Goldbarren vor allem Gold-Futures und -Optionen gehandelt. Die Goldbörse hat ihren Sitz im Gebäude der früheren Russisch-Chinesischen Bank, 1899 bis 1902 nach Plänen des deutschen Architekten Heinrich Becker im Stil italienischer Neorenaissance am Bund 15 in Shanghai errichtet. 
An der Börse dürfen nicht nur einheimische Unternehmen Handel betreiben. Mehrere ausländische Kreditinstitute erhielten die Genehmigung, Mitglied der Shanghai Gold Exchange zu werden: Australia and New Zealand Banking Group, ScotiaMocatta, Barclays, Credit Suisse, HSBC, Standard Chartered Bank und United Overseas Bank. 2008 bekam die HSBC als erste ausländische Bank die Genehmigung, den Handel mit Gold-Futures aufzunehmen. 
2010 wurden an der Börse insgesamt 6.051,50 Tonnen Gold gehandelt, was einem Anstieg von 28,46 Prozent gegenüber 2009 entsprach. Das Handelsvolumen bei Silber betrug 73.614,96 Tonnen (+353,08 Prozent) und bei Platin 54,69 Tonnen (+27,78 Prozent). Im Lager der Shanghai Gold Exchange befanden sich Goldbarren im Umfang von 2.913,73 Tonnen – davon wurden 837,21 Tonnen ausgeliefert. Die physische Auslieferung erlebte im Vergleich zum Vorjahr einen Anstieg um 39,65 Prozent.

## Geschichte
Bereits Anfang des 20. Jahrhunderts spielte der Goldhandel in der Republik China eine bedeutende Rolle. In Shanghai schlossen sich 1920 die bestehenden Börsen zur Chartered Stock and Produce Exchange zusammen. An der Börse wurden Effekten, Gold- und Silberbarren, Baumwolle, Baumwollgarne, Getreide und Öl, Pelze und Häute gehandelt. In den 1930er Jahren war die Shanghai Gold Business Exchange eine der größten Handelsplätze für Goldbarren in Asien, Gold war als Wertanlage sehr verbreitet. An der Börse wurde täglich der Goldpreis festgesetzt.
Mit Gründung der Volksrepublik China 1949 übernahm die Chinesische Volksbank das Monopol für den Edelmetallhandel. Privatpersonen waren vom Handel mit Gold oder Silber ausgeschlossen. Der Privatbesitz von Edelmetallen wurde verboten (siehe Goldverbot). 1982 öffnete die Regierung den Goldmarkt für die Schmuckindustrie. Am 1. September 1982 durften Privatpersonen erstmals seit mehr als 30 Jahren wieder Goldschmuck erwerben. Am 15. Juni 1983 legalisierte der Staat den privaten Gold- und Silberbesitz. Der Handel mit Edelmetallen blieb für die Bevölkerung verboten.
2000 beschloss die Regierung die Einführung eines regulären Goldmarktes, und 2001 gab die Zentralbank ihr Monopol auf den Goldhandel auf. Mit Gründung der Shanghai Gold Exchange am 30. Oktober 2002 wurde der Goldhandel deutlich ausgeweitet und damit die Nachfrage stimuliert. Das Handelsverbot für private Investoren wurde aufgehoben. In den folgenden fünf Jahren überholte die Volksrepublik China die USA und wurde nach Indien zum zweitgrößten Abnehmer.
Am 7. Juni 2007 genehmigte die Zentralbank den Handel von Gold- und Silber-Futures. Die chinesische Kommission für Sicherheit und Regulierung (CSRC) überwacht seitdem den Handel.
Ab April 2016 wird der Goldhandel ausschließlich  in der Währung der Volksrepublik China, dem Yuan durchgeführt. Zudem wird im Zuge des Measurement Law der Goldpreis an der Goldbörse in Shanghai nicht mehr in Unzen, sondern in Gramm berechnet. Darüber hinaus wird der Handel nur mit physischem Gold getätigt, welches sofort ausgehändigt werden soll.